# شین وون هو (کارگردان)
شین وون هو (کره‌ای: 신원호؛ زادهٔ ۲۸ اوت ۱۹۷۵) کارگردان و تهیه‌کننده تلویزیونی اهل کره جنوبی است. او به خاطر تهیه‌کنندگی و کارگردانی مجموعه آنتولوژی پاسخ شناخته می‌شود.